# Theo Polhaupessy
Theodorus "Theo" Polhaupessy (nascido em 5 de junho de 1933) é um ex-ciclista olímpico indonésio. Representou sua nação em dois eventos nos Jogos Olímpicos de Verão de 1960.